# Alfred Ratnik
Alfred Ratnik (* 10. November 1905 in Walk; † 1. Januar 1989) war ein estnischer Fußballtorhüter.

## Karriere
Alfred Ratnik spielte in seiner Vereinskarriere von 1928 bis 1929 für den JK Tallinna Kalev, und im Jahr 1935 beim JS Estonia Tallinn, mit dem er Estnischer Meister wurde. Im Juli 1928 debütierte Ratnik gemeinsam mit Karl Fischer in der Estnischen Nationalmannschaft gegen Schweden. Drei Wochen später absolvierte der als Torhüter spielende Ratnik beim Baltic Cup zwei weitere Länderspiele für die Landesauswahl gegen Lettland und Litauen. Bis 1929 kamen noch zwei weitere Spiele gegen Finnland und Lettland hinzu.

## Erfolge
- Estnische Fußballmeisterschaft: 1935